# Austrolimnophila (Austrolimnophila) mobilis
Austrolimnophila (Austrolimnophila) mobilis is een tweevleugelige uit de familie steltmuggen (Limoniidae). De soort komt voor in het Palearctisch gebied.